# Bathybagrus
Bathybagrus — рід риб з підродини Claroteinae родини Claroteidae ряду сомоподібних. Має 6 видів. Наукова назва походить від грецьких слів bathys, тобто «глибокий», та pagos, що перекладається як «риба».

## Опис
Загальна довжина представників цього роду коливається від 17 до 63 см. Голова витягнута, морда загострена. Очі середнього розміру. Є 2 пари вусів помірної довжини. Тулуб подовжений, помірно масивний. Бічна лінія переривчаста. Спинний плавець високо піднятий, з короткою основою. У різних видів відрізняється за формою та променями. Грудні плавці широкі. Черевні плавці поступаються останнім. Анальний плавець помірно високий, недовгий. Жировий плавець помірно великий. Хвостовий плавець великий, широкий, тонко або сильно розрізаний.
Забарвлення сріблясте, сталеве, спина більш коричневого або чорного кольору.

## Спосіб життя
Зустрічаються на великій глибині — від 40 до 150 метрів. Воліють мулисті ґрунти. Є демерсальними рибами. Живляться переважно рибою, а також ракоподібними. Можуть вживати падло.
Батьки охороняють кладку — у одних видів обидва батьків, у інших — лише самець.
Є об'єктом місцевого рибальства.

## Розповсюдження
Є ендеміками озера Танганьїка.

## Види
- Bathybagrus grandis
- Bathybagrus graueri
- Bathybagrus platycephalus
- Bathybagrus sianenna
- Bathybagrus stappersii
- Bathybagrus tetranema